# Phytomyza spinaciae
Phytomyza spinaciae är en tvåvingeart som beskrevs av Friedrich Georg Hendel 1928. Phytomyza spinaciae ingår i släktet Phytomyza och familjen minerarflugor.
Artens utbredningsområde är Tyskland. Arten är reproducerande i Sverige. Inga underarter finns listade i Catalogue of Life.